# Nuraghe Asoru
Die Nuraghe Asoru (auch als Nuraghe Soro bezeichnet) liegt westlich von San Priamo, unmittelbar nördlich der Straße (ex-SS125) von Muravera nach Cagliari in der Metropolitanstadt Cagliari auf Sardinien. Zugleich liegt sie unweit der Ebene des Flusses Riu sa Picocca, des einzigen natürlichen Übergangs vom steinigen Sarrabus-Gerrei zum fruchtbaren Campidano. Nuraghen sind prähistorische Turmbauten der Bonnanaro-Kultur (2200–1600 v. Chr.) und der ihr nachfolgenden Nuraghenkultur (etwa 1600–400 v. Chr.) auf Sardinien.
Asoru ist eine der nennenswerten Nuraghen im Südosten der Insel. Vom einst hohen Mittelturm steht die Außenwand ohne die Kragkuppel – deren Stabilität ist besonders bemerkenswert, da der Turm aus nahezu unbearbeitetem Bruchstein errichtet worden ist. Sie hat einen ungewöhnlich geformten Anbau mit kleinem Innenhof und zwei schlecht erhaltene sekundäre Türme.